# Латенські пам'ятки України
Латенські пам'ятки України — пам'ятки археології на території України, що належать до латенської культури, яка склалася в VI—V ст. до н. е. в міжріччі верхів'їв Дунаю та Рейну на ґрунті місцевих культур гальштатського періоду під сильним впливом античної цивілізації і проіснувала до І ст н. е.
Творцями культури були племена кельтів, котрі поширили вплив на значну територію. Латенська культура розповсюджена була в основному в Західній Європі: від Атлантичного океану і Британії до південних схилів Альп та Західних Карпат. На території України вони компактною групою (близько 40 населених пунктів) представлені в Закарпатській Україні у верхів'ях р. Тиса (притока Дунаю). Тут латенську культуру відкрили в середині XIX ст.. Дослідженими є поселення:
- Галіш-Ловачка,
- Верхні Ратівці,
- Ново-Клинове,
- Дякове.

З'явилися вони ще в III ст. до н. е. й існували до 60-х рр. I ст. до н. е.. Ці поселення — відкритого типу, розташовані біля струмків на відокремлених висотах або на крутих схилах. Де знайдені житла — напівземлянки площею 15—20 м², з вогнищами з каменю та глини, земляними лежанками вздовж стін.
Основним заняттями населення було землеробство й скотарство. Знарядь праці, пов'язаних з обробленням ґрунту, збором та переробленням урожаю, а також зі скотарством й обробленням його продуктів знайдено більше 80 категорій (види залізних наральників, серпів, кіс, кам'яних жорен, пружинних ножиць для стрижки овець тощо). Могильники поодинокі — це кургани із залишками кремації в урнах чи ямах, іноді з трупопокладеннями. Трупопокладення зафіксоване в 3 похованнях у Галіш-Ловачці. Одне з них знайдене в кам'яному ящику зі срібними монетами — імітацій тетрадрахм Філіппа II Македонського. Відомі кілька скарбів: у с. Мала Бігань Берегівського району Закарпатської області — ювелірні вироби (скляні обручки, мідні ножні браслети, дві бронзові статуетки), у с. Клячаново Мукачівського району Закарпатської області — знаряддя праці (залізні сокири, наральники, ножі тощо), у с. Гараздівка Берегівського району — кельтські монети. Латенська культура Закарпаття залишена прийшлими кельтами та місцевими фракійським населенням, нащадками племен куштановицької археологічної культури скіфської доби.
На можливе проникнення кельтів східніше Карпат вказують залишки селища у с. Бовшів Галицького району Івано-Франківської області, поховання в с. Залісся Чорнобильського району Київської області у гирлі р. Прип'ять (притока Дніпра), а також згадка про них у декреті на честь Протогена з Ольвії. Деякі кельтські речі зафіксовані на території Східної Європи в 63 населених пунктах.